# Fuerza de la naturaleza (Star Trek: La nueva generación)
"Fuerza de la naturaleza" es el episodio 161 de la serie de televisión de ciencia ficción Star Trek: La nueva generación y el noveno de la séptima temporada de la serie. Fue transmitido por primera vez el 15 de noviembre de 1993.
En este episodio un par de hermanos científicos demuestran que el motor de impulso warp está dañando la estructura misma del espacio.

## Trama
La nave estelar USS Enterprise D de la Flota Estelar de la Federación es enviada al Corredor de Hekaras, la única ruta segura que pasa por ese sector, para investigar la desaparición de la nave médica USS Fleming. Durante la búsqueda ellos encuentran una nave Ferengi que está gravemente dañada. El daiomon Ferengi acusa de que una boya de la Federación dañó a su nave.
La tripulación de la Enterprise se entera de que dos hermanos Hekarano, Rabal y Serova, son responsables de la incapacitación de las naves usando minas ocultas. Estos hermanos argumentan que el uso continuo de motores de impulso warp están destruyendo la estructura del espacio alrededor de su planeta nativo, y eventualmente lo destruirán. Data determina que la investigación tiene mérito, pero que requiere más estudio. Picard solicita una investigación más profunda por parte del Consejo de Ciencias de la Federación.
Sin embargo, Serova no desea esperar por los resultados de más estudios. Con el propósito de probar su teoría ella provoca una ruptura del núcleo warp de su nave, matándose en el proceso. Una grieta se forma, y la Fleming queda atrapada en el espacio dañado. La tripulación de la Enterprise logra encontrar una forma de "surfear" a través de la grieta sin usar su motor de impulso warp, teletransportan a la tripulación de la Fleming y escapan de la grieta.
Más tarde, el Consejo de la Federación decreta una nueva directiva limitando a todas las naves de la Federación a una velocidad warp máxima de 5 excepto en situaciones de extrema emergencia. El Imperio Klingon también acuerda someterse a las limitaciones, pero no es seguro si harán lo mismo el Imperio Estelar Romulano, la Alianza Ferengi o la Unión Cardasiana.
En este episodio se da mucho diálogo entre Geordi y Data respecto al gato de Data Spot. Geordi tiene una terrible experiencia cuidándolo e insiste en que Spot necesita entrenamiento. Data trata variadas técnicas sin que ninguna resulte.